# Mycetophila subbrevitarsata
Mycetophila subbrevitarsata är en tvåvingeart som beskrevs av Zaitzev 1999. Mycetophila subbrevitarsata ingår i släktet Mycetophila och familjen svampmyggor. Inga underarter finns listade i Catalogue of Life.